# Concetto di crossover
Nell'ambito scientifico, il concetto di crossover o punto di crossover (dall'inglese Crossover concept o Crossover point) indica un evento metabolico riguardante l'impiego dei substrati energetici utilizzati durante l'attività fisica aerobica, in particolare il rapporto tra lipidi e carboidrati.
(Brooks e Mercier, J Appl Physiol. 1994 Jun;76(6):2253-61.)

## Definizione
A basse e moderate intensità, i lipidi e i carboidrati giocano entrambi un ruolo importante come substrati energetici, ma i lipidi rappresentano il carburante centrale in questi range di sforzo. Tuttavia, quando l'intensità supera i valori del 60-65% del VO2max, i carboidrati assumono un'importanza sempre maggiore, mentre i lipidi al contrario sempre minore.
Uno studio molto importante (Romijn, 1993) condotto su ciclisti professionisti cercò di determinare più precisamente il grado di impiego dei diversi substrati a diverse intensità. In questa ricerca si concludeva sinteticamente che l'impiego di glucosio e l'ossidazione di glicogeno incrementano di pari passo con l'intensità dell'esercizio aerobico assieme ad una progressiva riduzione del rilascio degli acidi grassi nel plasma; mentre la lipolisi periferica (la mobilizzazione dei grassi depositati) viene stimolata al massimo con l'esercizio a basse intensità:
- al 25% del VO2max, l'80% del combustibile impiegato è rappresentato dai lipidi plasmatici provenienti dal tessuto adiposo;
- al 65% del VO2max, il glicogeno muscolare copre la maggior parte della richiesta energetica, ma il 50% dell'energia proviene dagli acidi grassi plasmatici e dai trigliceridi intramuscolari;
- all'85% del VO2max, oltre il 60% della richiesta energetica proviene dal glicogeno muscolare, mentre solo il 28% è coperto dagli acidi grassi.

Il concetto di crossover, traducibile come concetto di passaggio o di attraversamento, venne descritto per la prima volta dai ricercatori Brooks e Mercier in un documento scientifico del 1994. Questo concetto indica il fatto che i lipidi giocano un ruolo predominante come fonte energetica in condizioni di riposo e per sostenere uno sforzo muscolare a basse intensità, cioè fino a circa il 50-60% VO2max o inferiori, mentre un aumento dello sforzo oltre questi livelli fa sempre più affidamento sul glicogeno muscolare e in generale sui carboidrati come substrati energetici principali, dimostrando come l'aumento dell'intensità sia direttamente proporzionale all'impiego di carboidrati e inversamente proporzionale all'impiego di lipidi. In termini semplici il crossover point rappresenta il livello di intensità in cui l'energia derivata dai carboidrati prevale sull'energia ricavata dai lipidi, dove ulteriori aumenti dell'intensità determinano un ulteriore incremento dell'impiego di carboidrati e di conseguenza un ulteriore decremento dell'ossidazione di lipidi. Quindi, con l'aumentare dell'intensità da valori bassi a valori moderati o alti, la selezione dei substrati energetici subisce una transizione (crossover) passando da una dipendenza dai lipidi a una dipendenza sempre maggiore di carboidrati. Secondo i ricercatori, l'intensità è il principale fattore determinante il bilancio dell'utilizzo di substrati durante l'esercizio. Quindi, intensità moderate o elevate determinano:
- un aumento della glicogenolisi muscolare (rilascio di glicogeno depositato nei muscoli in forma di glucosio);
- un aumento della glicolisi a livello muscolare (l'utilizzo di glucosio da parte dei muscoli) indotto dalla contrazione muscolare;
- un aumento del reclutamento delle fibre muscolari a contrazione rapida (fibre di tipo 2);
- un aumento dell'attività del sistema nervoso simpatico (SNS);
- una riduzione del trasporto di acidi grassi nei mitocondri;

Di conseguenza, ad alte intensità il ruolo dei lipidi è sempre minore fino a diventare insignificante superata la soglia anaerobica. Venne suggerito che la risposta del lattato nel sangue rappresenta un particolare marker (segnalatore) del punto di crossover, dato che il lattato nel sangue e la risposta delle catecolamine all'esercizio incrementale possono essere collegati. Nella loro pubblicazione inoltre Brooks e Mercier ipotizzarono la discussa teoria che riconosce come il tasso di utilizzazione del glucosio ad intensità moderate ed elevate sia maggiore nei soggetti allenati rispetto ai non allenati, una questione dibattuta da altri ricercatori.

### Punto di crossover e intensità
Nei suoi documenti, Brooks e colleghi riconoscono il punto di crossover approssimativamente nel range di intensità moderato. Ciò significa che il livello di intensità in cui l'impiego energetico di carboidrati prevale su quello dei lipidi avviene indicativamente a livelli moderati, superiori al 70% VO2max o pari al 75% del VO2max. Tuttavia si suppone che non sia possibile riconoscere un preciso livello di intensità in cui i carboidrati prevalgono sui lipidi, a causa delle variazioni largamente individuali che, ad esempio, si rilevano molto differenti anche nei parametri della soglia anaerobica o della zona lipolitica. Nella prima pubblicazione, Brooks segnalava che ad intensità basse, riconoscibili a livelli del 45% del VO2max o inferiori, i lipidi sono il substrato principale, mentre a livelli di intensità mediamente elevati, pari o superiori al 75% del VO2max, i carboidrati risultano il principale substrato energetico. Considerando che questi risultano valori medi, si potrebbe concludere che la transizione metabolica che vede un crescente decremento della percentuale di lipidi ossidati e un crescente aumento dell'utilizzo di carboidrati avviene in un range di intensità approssimativo compreso tra il 45 e il 75% del VO2max. Superati tali valori si trova il punto di crossover, dove i glucidi prevalgono sui lipidi. Altri risultati, come quelli rilevati nella ricerca di Romijn (1993), riconoscevano che, su soggetti allenati, il glicogeno muscolare cominciava a prevalere sull'utilizzo di lipidi al 65% del VO2max, ma a questi livelli il 50% delle fonti energetiche proveniva dai lipidi, mentre all'85% del VO2max il 60% della richiesta energetica proveniva dal glicogeno muscolare. Bisogna però riconoscere che anche il range di intensità in cui si riscontra un maggiore tasso di ossidazione di lipidi avviene a livelli moderati, e queste percentuali comunque possono facilmente presentarsi differenti per i soggetti non allenati o moderatamente allenati. Come riporta Romijn e altri ricercatori, anche se la percentuale di lipidi ossidata a intensità moderate è inferiore rispetto alla bassa intensità, il tasso di ossidazione lipidica massima, o l'impiego complessivo di lipidi per unità di tempo, è maggiore. Da quanto riscontrato anche da studi successivi (Thompson, 1998), l'attività aerobica di bassa intensità (33% VO2max) e di lunga durata o alto volume (90 min), risulta in una maggiore ossidazione totale di grassi rispetto all'attività fisica di intensità moderata (66% VO2max) e durata più ridotta (45 min), ma dal simile dispendio calorico. Dunque a parità di dispendio calorico, l'esercizio a bassa intensità ossida più lipidi totali, mentre se valutato a parità di volume (stessa durata), l'esercizio a moderata intensità ossida più lipidi totali a causa del maggiore dispendio calorico complessivo.
Queste evidenze possono far concludere che nei range di intensità moderati, nonostante avvenga un aumentato e crescente impiego di glucidi che culmina nel punto di crossover, si verifica anche il maggiore tasso di ossidazione lipidica, un livello riconosciuto come "zona lipolitica" o più precisamente "Fat(max) zone" (approssimativamente attorno al 60-65% del VO2max). Valutando alcuni risultati, sembrerebbe tuttavia che il crossover point sia collocato a livelli di intensità simili o subito superiori alla zona lipolitica. Sebbene i livelli approssimativi del punto di crossover vengano riconosciuti ad un'intensità superiore al 70% o pari al 75% del VO2max, altri autori segnalano che nei soggetti allenati, i valori di intensità massimi in cui l'ossidazione di lipidi viene massimizzata (zona lipolitica) si collocano all'incirca allo stesso livello, cioè al 75% del VO2max.

## Controversie

### Adattamenti metabolici
Come accennato, nel concetto di crossover Brooks sosteneva che gli adattamenti indotti dall'esercizio di endurance risultassero secondari nell'equilibrio dei substrati. In contemporanea con queste pubblicazioni, Coggan (1997), tramite un altro documento, esprimeva alcune critiche verso questo concetto. In primo luogo egli sostenne che il punto di crossover non risultasse un nuovo concetto, in quanto era stato riconosciuto sin dagli anni trenta. Secondo Coggan, anche se gli ideatori di questo concetto inizialmente sostenevano che gli individui allenati impiegassero più glucosio ad alte intensità ipotizzando che questo incremento provenisse da processi di gluconeogenesi, in realtà la letteratura aveva mostrato che i soggetti allenati, rispetto ai non allenati, erano in grado di utilizzare meno carboidrati anche ad alte intensità. In questo senso egli sosteneva che non ci fosse un punto di crossover nei soggetti allenati. Infine, Coggan sostenne che il crossover concept servisse piuttosto ad ostacolare la comprensione dei meccanismi legati a quest'ambito. Le critiche di Coggan sul fatto che i soggetti allenati utilizzassero più glucosio ad alte intensità era stato basato in particolare sui risultati di uno studio precedente condotto dalla sua équipe (Coggan et al., 1995) in cui venne rilevato al contrario che durante l'esercizio ad alta intensità (80% VO2max) l'utilizzo di glucosio fosse inferiore nei soggetti allenati rispetto ai non allenati.
In una lettera di risposta ai risultati e alle critiche espresse dal ricercatore, Brooks e Trimmer (1996) asserirono che anche in quel caso l'utilizzo del glucosio fosse risultato aumentato di 4-5 volte rispetto ai valori a riposo, e questi valori continuavano ad aumentare con la progressione dell'esercizio. Quindi, anche nella ricerca di Coggan sarebbe risultato che sia gli individui allenati che non allenati dovevano passare ad una dipendenza dai carboidrati, rendendo evidente che il concetto di crossover fosse ancora valido. Ad ogni modo, in contrasto con quanto era stato rilevato da una parte della letteratura, diverse ricerche hanno concluso che i soggetti allenati siano in grado di impiegare più lipidi e meno glucidi a parità di intensità (% VO2max), anche ad alti valori (80% VO2max). Venne ipotizzato che ciò sia dovuto ad un maggiore ingresso degli FFA nei mitocondri. Riguardo a questa tematica, in uno studio più recente, Daussin et al. (2007) confermarono invece quanto sostenuto da Brooks nel concetto di crossover, suggerendo che il maggiore uso di carboidrati durante l'esercizio fisico intenso porta ad intrinseci adattamenti mitocondriali nel muscolo, promuovendo l'utilizzo di substrati tramite le vie metaboliche glicolitiche (utilizzo di carboidrati). Secondo i ricercatori, l'esercizio ad alta e ad altissima intensità può presumibilmente indurre a specifici adattamenti metabolici, diversi dagli adattamenti indotti dall'esercizio fisico ad intensità moderata.

### Volume e impiego di substrati
A dispetto del fatto che gli ideatori del concetto di crossover avessero riconosciuto come l'intensità dell'esercizio all'interno dei range aerobici fosse il fattore più determinante l'utilizzo dei substrati tra lipidi e carboidrati, altri ricercatori, più o meno in contemporanea, riconoscevano come anche il volume - termine indicato per definire la durata temporale della sessione cardiovascolare - fosse in grado di influire rilevantemente sull'impiego dei substrati. Nel 1995, Hawley e Hopkins in una pubblicazione scientifica facevano una distinzione tra il sistema aerobico glicolitico (in cui cioè vengono impiegati più carboidrati) e il sistema aerobico lipolitico (in cui prevale l'ossidazione dei lipidi). In ambito di fisiologia, la glicolisi aerobica (o glicolisi ossidativa) indica che al di sotto della soglia anaerobica la glicolisi risulta primariamente nella produzione di piruvato, molecola che viene poi riutilizzata per via aerobica dai mitocondri tramite il Ciclo di Krebs per produrre ATP. In alternativa, il piruvato viene immesso nel circolo ematico e diretto verso il fegato dove viene convertito a glucosio tramite il processo di gluconeogenesi, per essere poi immesso nuovamente nel sangue. Indipendentemente dal destino del piruvato, nella glicolisi aerobica (preponderante a valori di intensità inferiori alla soglia anaerobica) questo viene riutilizzato per produrre ATP. Al contrario, nella glicolisi anaerobica (preponderante a valori di intensità superiori alla soglia anaerobica) esso viene convertito in lattato e accumulato nei muscoli e nel sangue. La quantità complessiva di energia fornita dalla glicolisi aerobica è di 36-39 molecole di ATP per molecola di glicogeno utilizzata. La glicolisi aerobica può essere riconosciuta anche come glicolisi lenta.
In questo contesto Hawley e Hopkins riconoscevano come nei primi 20 minuti di esercizio aerobico, per sostenere lo sforzo il muscolo in attività impiega prevalentemente fonti glucidiche, rappresentate dal glicogeno muscolare e dal glucosio ematico, e ricava meno energia dalle fonti lipidiche. Ad esempio, durante un'ipotetica prestazione a moderata intensità, se di norma questi livelli impongono un consumo equamente distribuito tra lipidi e glucidi, nei primi 20 minuti circa il metabolismo energetico farebbe maggiore affidamento sui sistemi aerobici glicolitici (utilizzo di glicogeno/glucosio) e meno sui sistemi aerobici lipolitici (utilizzo di acidi grassi). Altri ricercatori hanno confermato che durante l'esercizio prolungato (cioè all'interno di range di intensità aerobici) in condizioni di digiuno, nei primi 20 minuti aumenta in maniera importante l'ossidazione di carboidrati, mentre in seguito si verifica un progressivo aumento dell'impiego di grassi: Durante l'esercizio strenuo ad un'intensità che può essere mantenuta per 90 minuti o più (tra il 55 e il 75% del VO2max), avviene un progressivo declino della proporzione di energia derivata dal glicogeno muscolare e un progressivo aumento dell'ossidazione di acidi grassi (Holloszy et al., 1998). Questo può essere confermato anche dai valori del quoziente respiratorio (QR), che risultano inferiori a 0.8 (prevalenza dell'ossidazione lipidica) prima di iniziare l'esercizio in condizioni di digiuno, per poi arrivare a 0.9 (aumento importante dell'ossidazione glucidica) nei primi minuti di esercizio a bassa intensità (50% VO2max) per poi declinare gradualmente. Questo processo può essere spiegato anche da fattori ormonali, poiché si assiste ad un innalzamento degli ormoni lipolitici che viene esaltato proprio dopo i primi 20 minuti: I risultati ottenuti, indicano che gli ormoni adrenalina così come il GH [tra i principali ormoni che attivano i processi di liberazione dei grassi depositati] aumentano significativamente dai 20 minuti di esercizio nei corridori promuovendo cambiamenti dai carboidrati ai lipidi come combustibile per svolgere l'esercizio (Fernández-Pastoret al., 1999). Alla luce di queste evidenze, pare che anche il volume dell'esercizio abbia un'influenza sull'impiego di substrati assieme all'intensità, con un consumo di carboidrati maggiore nel primo periodo, e un progressivo aumento dell'impiego di lipidi a scapito dei carboidrati con l'aumento della durata. Se l'esercizio aerobico viene svolto nei range di intensità medio-bassi, in cui in teoria viene impiegata una maggiore quota di lipidi, almeno nei primi 20 minuti il metabolismo è comunque relativamente più orientato sui processi glicolitici con impiego di carboidrati e relativamente meno orientato sui processi lipolitici con impiego di acidi grassi.

### Aspetti dietetici

#### Regime alimentare
In uno dei documenti che trattavano il concetto di crossover, Brooks sosteneva che anche le manipolazioni dietetiche prima dell'esercizio giocassero un ruolo secondario nel determinare l'equilibrio di utilizzazione dei substrati durante l'esercizio fisico, tuttavia diverse ricerche dimostrano che l'aspetto alimentare può essere piuttosto determinante sull'utilizzo di substrati in maniera indipendente dall'intensità. Diverse ricerche segnalano che il massimo consumo di lipidi durante l'attività di endurance sia favorito da una dieta a basso tenore di carboidrati e ad alto tenore di lipidi e proteine. Al contrario, una dieta ad alto tenore di carboidrati impone un ridotto impiego di lipidi durante l'attività a favore dei glucidi, e incrementa le prestazioni e la durata, grazie alla maggiore disponibilità di glucosio e anche alle maggiori scorte di glicogeno. Diversi studi segnalano inoltre che seguire un regime alimentare ad alto apporto di lipidi e a basso apporto di glucidi a breve termine (dieta iperlipidica ipoglucidica tra 1 e 5 giorni) incrementa significativamente il contributo energetico dei grassi verso il metabolismo aerobico ossidativo durante un esercizio aerobico standardizzato alla stessa intensità relativa. A questo proposito è necessario segnalare un emblematico studio di Burke et al. (2000), che constatò come 5 giorni di dieta ricca di grassi e povera di carboidrati durante un programma di esercizio aerobico portarono i soggetti ad un aumento di più del doppio dell'ossidazione di gassi durante l'esercizio a moderata intensità rispetto ad una dieta ricca di carboidrati. Questi dati indicano in maniera chiara e univoca che i regimi alimentari specifici giocano un ruolo importante nell'utilizzo di substrati durante l'attività di endurance aerobica, e in particolare l'assunzione dei carboidrati riesce a determinare questi cambiamenti.
Il meccanismo proposto per cui si riconosce che l'alta disponibilità di glucosio possa ostacolare l'ossidazione lipidica sembra essere causato dal fatto che elevati livelli di glucosio e glicogeno aumentano i livelli di malonil-Coa, molecola che inibisce gli enzimi necessari per l'ossidazione dei lipidi. Il risultato è l'inibizione dell'ossidazione lipidica quando la disponibilità di glucosio è elevata, e l'aumento dell'ossidazione lipidica quando la disponibilità di glucosio è bassa.

#### Assunzione glucidica mirata
Oltre al regime alimentare, un altro aspetto dietetico che ha dimostrato di alterare fortemente l'utilizzo dei substrati è l'assunzione di carboidrati prima e durante l'allenamento. Sebbene l'ingestione di carboidrati prima e durante l'esercizio aggiunga un substrato esogeno al corpo, è stato più volte stabilito che questi normalmente attenuano la mobilizzazione e l'ossidazione degli acidi grassi. Anche solo una ridotta elevazione dell'insulina (stimolata dai carboidrati) prima dell'esercizio è in grado di sopprimere la lipolisi durante l'esercizio. L'incremento delle concentrazioni di glucosio ha mostrato di ridurre l'ossidazione di lipidi inibendo direttamente il trasporto di FFA nelle membrane mitocondriali. Sembra quindi che i carboidrati giochino un ruolo fortemente inibitorio sulla lipolisi a bassa intensità: alcuni autori (Moro et al.,2007) segnalano infatti come la mobilizzazione dei lipidi sia meno influenzata dalla stimolazione catecolamine-dipendente dei recettori beta-adrenergici (data dall'attività fisica), che dalla diminuzione dell'insulina plasmatica (data dall'ingestione di carboidrati). Inoltre è stato visto che l'ingestione di carboidrati prima o durante l'esercizio a bassa intensità (25-50% del VO2max) è in grado di dimezzare l'ossidazione di grassi rispetto al digiuno. È stato osservato che al 50% del VO2max, la disponibilità di carboidrati può direttamente regolare l'ossidazione del grasso attraverso l'iperinsulinemia inibendo il trasporto di acidi grassi a lunga catena nei mitocondri. Secondo i ricercatori di uno studio recente: "Per migliorare la lipolisi indotta dall'esercizio fisico e la conseguente ossidazione dei grassi durante l'esercizio fisico a bassa intensità, i soggetti obesi non dovrebbero ingerire carboidrati immediatamente prima dell'esercizio. Il senso della fame può essere soddisfatto da un cibo proteico." (Erdmann et al., 2010).
Diversamente da quanto accade nell'esercizio a bassa intensità, l'assunzione di carboidrati durante l'esercizio a moderata intensità (65-75% del VO2max) non riduce l'ossidazione dei grassi durante i primi 120 minuti di esercizio, ma questo avviene in particolare nei soggetti allenati. I differenti effetti dell'assunzione di carboidrati durante l'allenamento a bassa o moderata intensità sembrano essere correlati alle differenze nella risposta insulinica. Durante l'esercizio a bassa intensità, l'assunzione di carboidrati aumenta la concentrazione plasmatica di insulina da due a tre volte rispetto al digiuno aumentando l'assorbimento di glucosio da parte del muscolo scheletrico. Inoltre, l'aumento della concentrazione di insulina plasmatica è associato ad una riduzione della concentrazione plasmatica di acidi grassi liberi (FFA) e ad una soppressione della lipolisi. Questi eventi favoriscono un aumento dell'ossidazione dei carboidrati e una diminuzione dell'ossidazione dei grassi. A differenza dell'esercizio a bassa intensità, la risposta insulinica all'ingestione dei carboidrati durante l'esercizio a moderata intensità è quasi completamente soppresso. Questo potrebbe spiegare perché l'assunzione di carboidrati durante l'esercizio a moderata intensità non influenza l'ossidazione dei grassi, l'ossidazione dei carboidrati e l'utilizzo di glicogeno muscolare, o presumibilmente l'ossidazione del glucosio nel sangue durante le prime 2 ore di attività fisica ad intensità moderata. È interessante notare che l'ingestione di carboidrati durante l'esercizio a moderata intensità non riduce l'ossidazione dei grassi, nonostante avvenga una significativa soppressione degli FFA nel plasma e delle concentrazioni di glicerolo.
Alla luce di questi dati, le ricerche danno una chiara risposta sulle priorità dei substrati regolata dal cibo, indicando che i carboidrati, diversamente da grassi e proteine, portano ad inibire l'ossidazione di grassi a basse intensità. Per la precisione, è stato rilevato che nei soggetti allenati i carboidrati eserciterebbero l'effetto inibitorio a basse intensità, ma non a moderate intensità. Mentre nei soggetti non allenati o moderatamente allenati l'effetto inibitorio si verifica anche ad intensità moderate. Questi meccanismi stravolgerebbero la teoria del crossover concept, la quale riconosce che l'aumento dell'intensità determina un proporzionale aumento dell'utilizzo di carboidrati a scapito dei grassi. Sebbene questo avvenga in condizioni di digiuno o di mancata assunzione di carboidrati prima e durante l'esercizio, l'ingestione di questo nutriente produce effetti completamente opposti, in quanto impone una soppressione dell'utilizzo di grassi a basse intensità, tende a non sopprimere l'ossidazione di grassi a moderata intensità nei soggetti allenati, ma tende a sopprimerla a questi livelli nei soggetti non allenati o poco allenati. Ciò significa che, a dispetto di quanto concepito dal crossover concept, l'ingestione di carboidrati porta ad alterare significativamente il metabolismo energetico dei substrati favorendo una condizione opposta a quella descritta nel crossover concept.

#### Livelli di glicogeno
Come più volte ribadito, Brooks nel suo concetto di crossover considerava l'intensità come il fattore più determinante l'utilizzo di substrati energetici. Esiste però un ulteriore punto che entra in conflitto con questa teoria, a sua volta connesso con gli aspetti dietetici sopra trattati. Si tratta dei livelli di glicogeno muscolare, cioè del livello di carboidrati immagazzinati nei muscoli prima dell'esercizio, le cui riserve possono essere condizionate in gran parte dall'alimentazione. Più di recente, Arkinstall et al. (2004) investigarono sugli effetti del livello di glicogeno muscolare pre-esercizio in rapporto con l'intensità sull'utilizzo di substrati da parte degli stessi soggetti (cioè allo stesso livello di allenamento). I ricercatori trovarono che durante 60 minuti di esercizio a bassa intensità (45% VO2max), alti livelli di glicogeno muscolare pre-esercizio risultavano in un maggiore tasso di ossidazione di carboidrati, rispetto a quando gli stessi atleti si allenavano ad intensità moderata (70% VO2max) ma con basse riserve di glicogeno muscolare pre-esercizio. I risultati di Arkinstall dimostrarono quindi che, in contrasto con quanto espresso da Brooks nei documenti che trattavano il concetto di crossover, la regolazione del metabolismo dei carboidrati nel muscolo scheletrico è condizionata dal rapporto tra la disponibilità di substrati e l'intensità. Nonostante le differenze nei livelli di glicogeno muscolare pre-esercizio e il suo conseguente utilizzo, il contributo del glucosio plasmatico ossidato sul totale dispendio energetico era simile in tutte le condizioni testate. Inoltre, l'intensità dell'esercizio esercitò una maggiore influenza sul contributo relativo del glicogeno totale ossidato sul metabolismo energetico in condizioni di basse scorte di glicogeno muscolare. Queste evidenze, in realtà segnalate già svarianti anni prima da altri ricercatori come Hawley e Hopkins (1995), possono essere spiegate dall'aumento del tasso di glicogenolisi associate agli alti livelli di glicogeno muscolare pre-esercizio che di conseguenza riducono l'effetto relativo dell'intensità dell'esercizio in tali condizioni. Infine, un aumento dell'intensità non ha dimostrato di aumentare l'ossidazione di carboidrati (cioè l'ossidazione del glicogeno totale di tutto il corpo e del glucosio ematico) ad un livello maggiore rispetto ad un livello di glicogeno pre-esercizio maggiore. Piuttosto, l'energia supplementare richiesta per sostenere l'esercizio derivava dall'ossidazione di grasso. Ciò coincide con il già citato concetto della zona lipolitica, cioè il livello di intensità in cui il tasso di ossidazione lipidica viene massimizzato, e che si colloca normalmente a valori moderati, quando l'impiego di carboidrati normalmente risulta superiore sia in termini percentuali che totali rispetto ad intensità inferiori.

### Intensità e impiego di substrati post-allenamento
Infine, il concetto di crossover divenne ancora oggetto di dibattito in un famoso studio condotto da Pritzlaff et al. (1999). In questo importante documento venne concluso che durante il recupero dall'esercizio fisico, una fase riconosciuta col nome di EPOC (l'aumento del metabolismo nel periodo post-allenamento), l'utilizzo energetico di grassi fosse fortemente correlato con l'intensità dell'esercizio. Secondo i ricercatori, queste constatazioni non avrebbero supportato completamente la teoria del concetto di crossover, la quale prevede l'esistenza di una relazione curvilinea rispettivamente positiva e negativa tra aumento della intensità dell'esercizio e l'utilizzo di carboidrati e grassi. Secondo gli studiosi, l'aumento della spesa energetica a carico dei carboidrati ad intensità di esercizio elevate corrisponde solo in parte a un'elevata attività del sistema nervoso centrale (come risulta dalle concentrazioni nel sangue di catecolammine), mentre la spesa dei grassi durante la fase di recupero dall'esercizio è in rapporto diretto con l'adrenalina e il rilascio di GH (o somatotropina). In altri termini, i ricercatori fecero presente che, nonostante l'aumentare dell'intensità determinasse un proporzionale aumento dell'impiego di carboidrati a scapito dei lipidi, lo stesso incremento dell'intensità determinava anche un proporzionale aumento dell'impiego dei lipidi a scapito dei carboidrati durante la fase di recupero post-allenamento, nonostante gli elevati livelli di catecolammine. Questo aumento dell'impiego di lipidi nel post-allenamento è in parte spiegato dal sensibile aumento dei livelli di GH, ormone dalle proprietà lipolitiche, la cui secrezione è a sua volta proporzionale all'intensità dell'esercizio.

### Conclusioni
A partire dalle prime pubblicazioni del crossover concept negli anni novanta fino ai giorni nostri sono state espresse numerose critiche esplicite verso questa teoria, presumibilmente per la relativa superficialità con cui questo veniva esposto. Sebbene il principio di base su cui si regge il concetto di crossover sia che l'aumento dell'intensità dell'esercizio determina un aumento dell'impiego di glucidi e una riduzione dell'impiego di lipidi, fino a raggiungere il punto in cui i primi prevalgono sugli ultimi, questa può valere come indicazione generale e approssimativa. I risultati di diverse ricerche e di molti autori mostrano infatti che i meccanismi regolatori responsabili della modalità di impiego di substrati dipende dall'interazione tra diversi fattori, e non solo e unicamente dall'intensità dell'esercizio. In alcuni casi la teoria del crossover concept può essere addirittura stravolta.
- Grado di allenamento: a parità di intensità, i soggetti allenati tendono a consumare più lipidi e meno glucidi se paragonati ai non allenati o ai moderatamente allenati[18][20][21], anche se è stato discusso che ciò avvenga ad alte e altissime intensità[22] (valori anaerobici o quasi).
- Volume dell'allenamento: a parità di intensità, la durata dell'esercizio determina un graduale passaggio da un impiego relativamente maggiore di carboidrati nel primo periodo ad un impiego relativamente maggiore di lipidi e inferiore di carboidrati con la progressione dell'esercizio[6][16][23][25][26].
- Regime alimentare: a parità di intensità, le diete iperproteiche e/o iperlipidiche con una bassa quota di carboidrati (low carb e chetogeniche) favoriscono un maggiore impiego di lipidi e meno di glucidi rispetto alle diete dal maggiore apporto di carboidrati[25][26][28][29][30].
- Assunzione glucidica mirata: l'assunzione di cibi o integratori glucidici prima e/o durante l'esercizio tende ad inibire la mobilizzazione e l'impiego dei lipidi a favore dei glucidi[16][32][33], e ciò succede sempre a basse intensità, mentre succede nei soggetti non allenati e moderatamente allenati anche a moderate intensità[47][48] ma tende a non verificarsi nei soggetti ben allenati a moderate intensità[40][41].
- Livelli di glicogeno muscolare pre-esercizio: a parità di intensità e di stato di allenamento, inferiori livelli di glicogeno muscolare pre-esercizio determinano un maggiore impiego di lipidi, mentre a basse intensità si impiegano più glucidi con alte scorte di glicogeno muscolare rispetto al livello impiegato durante l'esercizio ad intensità moderata ma con basse scorte di glicogeno muscolare[49].
- Impiego di substrati post-esercizio: sebbene l'aumento dell'intensità determini tendenzialmente un proporzionale aumento dell'impiego di carboidrati a scapito dei lipidi, lo stesso incremento dell'intensità determina anche un proporzionale aumento dell'impiego dei lipidi a scapito dei carboidrati durante la fase di recupero post-allenamento[50].